# Cheryl Bernard
Cheryl Bernard (* 30. Juni 1966 in Grande Prairie, Alberta) ist eine kanadische Curlerin.

## Karriere
1996 gewann Bernard als Skip des Teams der Provinz Alberta die kanadische Meisterschaft der Damen Tournament of Hearts.
Am 12. Dezember 2009 sie die kanadischen Olympic Curling Trails mit ihrem Team Third Susan O’Connor, Second Carolyn Darbyshire, Lead Cori Bartel, Alternate Kristie Moore und vertrat mit ihrem Team Kanada bei den XXI. Olympischen Winterspielen im Curling. Sie gewann am 26. Februar 2010 mit ihrer Mannschaft die olympische Silbermedaille nach einer 6:7-Niederlage nach Zusatzend gegen die Titelverteidigerinnen aus Schweden um Skip Anette Norberg.
Im Juni 2014 erklärte sie ihren Rücktritt vom aktiven Curling. Danach war sie u. a. für den kanadischen Fernsehsender TSN als Kommentatorin bei der Übertragung von Curling-Wettbewerben tätig.
Im Januar 2018 wurde sie vom kanadischen Verband als Ersatzspielerin des kanadischen Damenteams um Skip Rachel Homan bei den Olympischen Winterspielen 2018 nominiert. Die kanadische Mannschaft kam nach vier Siegen und fünf Niederlagen auf den sechsten Platz; Bernard kam nicht zum Einsatz.

## Privatleben
Sie lebt in einer eheähnlichen Gemeinschaft mit Terry Meek und hat mit Connor und Evan zwei Stiefsöhne.